# 소리의 장벽
《소리의 장벽》(영어: The Sound Barrier)은 1952년 개봉한 영국의 항공 영화이다. 데이비드 린이 감독을, 테런스 래티건이 각본을 맡았다. 1952 영국 아카데미상 작품상·영국 작품상 수상작이다.

## 줄거리
제2차 세계 대전 중 그의 항공기 회사의 획기적인 제트 엔진 기술 작업 이후, 부유한 소유주인 존 리지필드는 성공적인 전시 전투기 조종사였던 테스트 파일럿 토니 가스웨이트를 고용하여 새로운 제트 추진 항공기를 비행하게 한다. 가스웨이트는 리지필드의 딸인 수잔과 결혼한 후 리지필드에게 고용된다. 가스웨이트의 위험한 테스트 비행 작업으로 인해 아버지와 딸 사이의 긴장이 고조된다. 새로운 기술의 주목할 만한 예시로, 수잔은 가스웨이트와 함께 2인승 더 해빌런드 뱀파이어를 페리 비행으로 카이로, 이집트로 이동시키고, 같은 날 나중에 더 해빌런드 DH.106 코멧의 승객으로 돌아온다.
리지필드의 새로운 제트 전투기 "프로메테우스" 계획은 회사를 위험에 빠뜨렸다. 새로운 제트기가 음속을 초과하는 데 직면한 문제, 즉 소위 "음속장벽"은 항상 존재한다. 음속장벽을 돌파하려던 가스웨이트는 추락하여 사망한다.
남편의 죽음과 테스트 파일럿들이 직면한 위험에 대한 아버지의 단호하고 냉정한 접근 방식에 충격을 받은 수잔은 아버지를 떠나 친구인 제스 및 또 다른 회사 테스트 파일럿인 필립 필과 함께 살러 간다. 리지필드는 나중에 필을 고용하여 음속에 가까운 속도로 "프로메테우스"를 조종하는 도전에 나서게 한다. 결정적인 비행과 중요한 순간에 필은 반직관적인 행동(영화의 시작 장면에서 예고됨)을 수행하여 항공기의 제어를 유지하고 음속장벽을 돌파한다. 결국 아버지가 테스트 중 사망한 사람들을 진정으로 걱정했음을 받아들인 수잔은 런던으로 이사하려던 계획을 변경하고 어린 아들과 함께 존 경과 함께 살기 위해 돌아간다.

## 출연

### 주연
- 랠프 리처드슨
- 앤 토드

### 조연
- 나이젤 패트릭
- 존 저스틴
- 디나 셰리단
- 조셉 토멜티
- 덴홈 엘리어트
- 잭 앨런
- 랠프 마이클
- 도널드 해론
- 빈센트 홀먼
- 레슬리 필립스

## 기타
- 협력프로듀서: 노만 스펜서

## 내용주
1. ↑  고대 신화에서 영감을 받아 리지필드는 프로메테우스가 "신들에게서 불을 훔쳤다"고 언급한다.